# Krybskyttens Søn
 For alternative betydninger, se Krybskytten. (Se også artikler, som begynder med Krybskytten)
Krybskyttens Søn er en dansk stumfilm fra 1910 produceret af Nordisk Films Kompagni. Filmens instruktør er ukendt.
Filmen havde dansk biografpremiere den 4. november 1910 i Biograf-Theatret i København.

## Handling
Denne artikel mangler et handlingsreferat. Hjælp os med at skrive det.

## Medvirkende
- Petrine Sonne
- Otto Lagoni
- Lauritz Olsen
- Gustave Lund
- Einar Zangenberg
- Ingeborg Rasmussen